# Chiquián

A cidade peruana de Chiquián é a capital da Província de Bolognesi, situada no Departamento de Ancash, pertencente a Região de Ancash, Peru.